# Дэлгэрцогт
Дэлгэрцогт (монг. Дэлгэрцогт) — сомон аймака Дундговь в центральной части Монголии, площадь которого составляет 2 492 км². Численность населения по данным 2007 года составила 2 099 человек.
Центр сомона — посёлок Амардалай, расположенный в 44 километрах от административного центра аймака — города Мандалговь и в 216 километрах от столицы страны — Улан-Батора.

## География
Сомон расположен в центральной части Монголии. Граничит с соседним аймаком Туве. На территории Дэлгэрцогта располагаются горы Бага газрын чулуу, Их дэлгэр, Улаан овоо, Цахир.

## Климат
Климат резко континентальный. Средняя температура января -18 градусов, июля +19 градусов. Ежегодная норма осадков 180 мм.

## Фауна
Животный мир Дэлгэрцогта представлен баранами, лисами, корсаками.

## Инфраструктура
В сомоне есть школа, больница, учреждения культуры и торговли.